# Orlovka (Omsk)
Orlovka - Орловка (rus) - és un poble de l'óblast d'Omsk, a Rússia, que en el cens del 2010 tenia 1.275 habitants. Pertany al districte rural de Mariànovka.